# Zeev Jabotinsky
Zeev Jabotinsky eller Zjabotinskij (hebreiska: זאב ז'בוטינסקי; ryska: Зеэв Жаботинский), född Vladimir Jevgenjevitj Zjabotinskij (ryska: Владимир Евгеньевич Жаботинский) den 18 oktober 1880, död 4 augusti 1940, var sionist, ledare, upphovsman, talare, soldat, och grundare av en judisk legion i första världskriget och av den militanta nationalistorganisationen Irgun.

## Biografi
Jabotinsky föddes Odessa, i dagens Ukraina i en judisk medelklassfamilj och utbildades i ryska skolor. Hans talang för journalistik framträdde i tonåren och han publicerade sin första artikel vid sexton års ålder i en tidning i Odessa. han sändes senare till Schweiz och Italien för en rysk tidning. Senare utbildade han sig till advokat. Han behärskade ryska, jiddisch och hebreiska.
Jabotinsky anslöt sig till sionist-rörelsen efter en pogrom i Kisjinjov 1903 och han framstod snabbt som en begåvad talare. Samma år startade han milisgruppen Jewish Self-Defense Organization.